# 에이다프룻
에이다프룻(Adafruit Industries)은 미국 뉴욕에 본사를 둔 오픈소스 하드웨어 제조 회사이다. 2005년에 리모 프라이드(Limor Fried)에 의해 설립되었다. 이 회사는 전자 부품 및 주변 기기들을 설계 및 제조하며, 전자 기술과 프로그래밍에 대한 동영상 강좌 등의 학습 자료도 제작한다.

## 역사
2005년 당시 MIT의 학생이던 리모 프라이드는 웹사이트에서 직접 디자인한 전자 키트를 판매하기 시작했다. 이후 뉴욕으로 이사하여 에이다프룻을 설립했다. 회사 이름의 유래는 리모 프라이드의 온라인 사용자명 "Ladyada"에서 유래했으며, 최초의 개발자로 여겨지는 에이다 러브레이스를 존경하는 의미를 담고 있다. 이 회사는 더 많은 사람들이 기술, 과학 및 엔지니어링에 참여하도록 하는 것을 목표로 한다.
2010년에는 마이크로소프트의 키넥트를 해킹하여 동작 감지 기능을 다른 프로젝트에 사용할 수 있도록 하는 사람에게 1,000달러의 포상을 지급한다고 발표했다. 포상금은 마이크로소프트가가 이러한 "변조"를 방지하기 위해 노력하겠다고 말한 후 2,000달러로, 그다음 3,000달러로 인상되었다. 2010년 11월에 헥터 마틴(Hector Martin)이 오픈소스 키넥트드라이버를 개발하는데 성공하여 해당 상급을 수령했다.

## 제품군

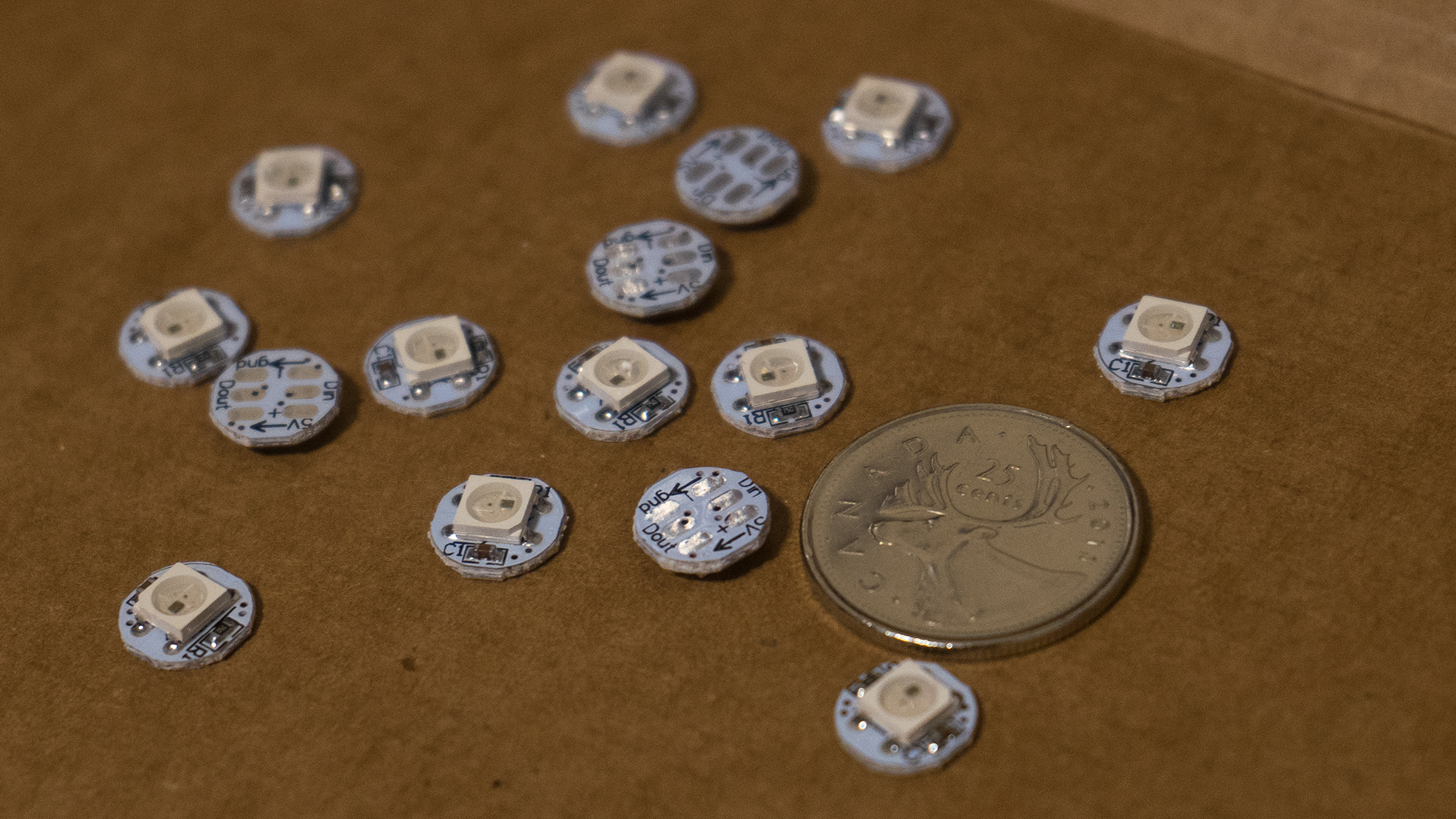
캐나다 25센트 동전과 비교한 미니 네오픽셀

2016년에 아트멜의 ATmega32u4 마이크로컨트롤러와 다양한 센서를 포함하는 보드인 Circuit Playground를 출시했으며, 2017년에는 아트멜 SAMD21에 기반한 Circuit Playground Express를 출시했다.

### 네오픽셀
네오픽셀(NeoPixel)은 개별적으로 주소 지정이 가능한 RGB LED 제품군이다. 이 제품은 WS2812 LED와 WS2811 드라이버를 기반으로 하며, WS2811이 LED에 통합되어 설치 공간을 줄였다. 에이다프룻에서는 스트립, 링, 매트릭스, 아두이노 쉴드, 기존 5mm 실린더 LED 및 PCB가 있거나 없는 개별 폼 팩터를 갖춘 네오픽셀을 사용하여 여러 제품을 출시했다. 네오픽셀에서 제어 프로토콜은 단 하나의 통신 와이어에 기반한다. 에이다프룻은 네오픽셀 프로그래밍을 지원하기 위해 아두이노 라이브러리와 파이썬 라이브러리를 제공한다.